# توماس لامپارتر
توماس لامپارتر (انگلیسی: Thomas Lamparter؛ زادهٔ ۹ ژوئن ۱۹۷۸) اهل سوئیس است.